# Hrabstwo Maury
Hrabstwo Maury (ang. Maury County) – hrabstwo w stanie Tennessee w Stanach Zjednoczonych. Obszar całkowity hrabstwa obejmuje powierzchnię 615,52 mil² (1594,19 km²). Według szacunków United States Census Bureau w roku 2009 miało 84 302 mieszkańców.
Hrabstwo powstało w 1807 roku.

## Miasta
- Columbia
- Mount Pleasant
- Spring Hill[4]

| Populacja hrabstwa w poprzednich latach | Populacja hrabstwa w poprzednich latach |
| Rok                                     | Liczba ludności                         |
| --------------------------------------- | --------------------------------------- |
| 1980                                    | 50 981                                  |
| 1990                                    | 54 812                                  |
| 2000                                    | 69 498                                  |
| 2005                                    | 76 292                                  |